# Amerika (album)
Amerika je třetí studiové album pražské heavy metalové skupiny Škwor.

## Seznam skladeb
1. Intro
2. Amerika
3. Nábor
4. Křídla
5. Zabiják
6. Maj to jinak
7. Co takhle jít
8. Buzerpla.cz
9. Buď se mnou
10. Tady a teď
11. Divnej
12. Umělec
13. Už nevolej